# Championnes de France de natation en bassin de 50 m du 50 m brasse
| Championnat  | Lieu                   | Athlète                                    | Naissance | Âge   | Club                                                   | Temps           |
| ------------ | ---------------------- | ------------------------------------------ | --------- | ----- | ------------------------------------------------------ | --------------- |
| 1984 hiver   | Strasbourg             | Catherine Poirot                           | 1963      | 21    | CJF Fleury                                             | 32 s 70 RF      |
| 1984 été     | Paris Georges Vallerey | Claire Lemaire                             |           |       | Stade poitevin                                         | 34 s 54         |
| 1985 hiver   | Aix-en-Provence        | Pascaline Louvrier                         | 1971      | 14    | SN Charleville-Mézière                                 | 33 s 06         |
| 1985 été     | Dunkerque              | Isabelle Mesley                            |           |       | Cercle des nageurs de Marseille                        | 34 s 98         |
| 1986 hiver   | Rennes                 | Pascaline Louvrier                         | 1971      | 15    | SN Charleville-Mézière                                 | 33 s 01         |
| 1986 été     | Millau                 | Pascaline Louvrier                         | 1971      | 15    | SN Charleville-Mézière                                 | 33 s 12         |
| 1987 hiver   | Mulhouse               | Pascaline Louvrier                         | 1971      | 16    | SN Charleville-Mézière                                 | 33 s 18         |
| 1987 été     | Strasbourg             | Pascaline Louvrier                         | 1971      | 16    | SN Charleville-Mézière                                 | 32 s 90         |
| 1988 hiver   | Vittel                 | Pascaline Louvrier                         | 1971      | 17    | D Charleville-Mézière                                  | 33 s 10         |
| 1988 été     | Dunkerque              | Virginie Bojaryn                           |           |       | D Charleville-Mézière                                  | 33 s 85         |
| 1989 hiver   | Forbach                | Pascaline Louvrier                         | 1971      | 18    | D Charleville-Mézière                                  | 33 s 06         |
| 1989 été     | Paris Georges Vallerey | Pascaline Louvrier                         | 1971      | 18    | D Charleville-Mézière                                  | 33 s 58         |
| 1990 hiver   | La Rochelle            | Pascaline Louvrier                         | 1971      | 19    | D Charleville-Mézière                                  | 33 s 25         |
| 1990 été     | Narbonne               | Céline Jolivet                             |           |       | Dauphins du TOEC                                       | 33 s 38         |
| 1991 hiver   | Saint-Étienne          | Virginie Bojaryn                           |           |       | D Charleville-Mézière                                  | 33 s 98         |
| 1991 été     | Millau                 | Aude Heinrich                              |           |       | SN Metz                                                | 33 s 71         |
| 1992 hiver   | Dunkerque              | Aude Heinrich                              |           |       | SN Metz                                                | 33 s 19         |
| 1992 été     | Mennecy                | Aude Heinrich                              |           |       | SN Metz                                                | 33 s 20         |
| 1993 hiver   | Mennecy                | Aude Heinrich                              |           |       | SN Metz                                                | 32 s 87         |
| 1993 été     | Paris Georges Vallerey | Vivianne Chuiton                           |           |       | Cercle des Nageurs de Brest                            | 33 s 30         |
| 1994 hiver   | Lille                  | Aude Heinrich                              |           |       | SN Metz                                                | 32 s 60 RF      |
| 1994 été     | Aix-les-Bains          | Aude Heinrich                              |           |       | SN Metz                                                | 32 s 81         |
| 1995 hiver   | Mennecy                | Aude Heinrich                              |           |       | SN Metz                                                | 32 s 88         |
| 1995 été     | Canet-en-Roussillon    | Aude Heinrich                              |           |       | SN Metz                                                | 33 s 09         |
| 1996 hiver   | Dunkerque              | non disputé                                |           |       |                                                        |                 |
| 1996 été     | Montpellier            | non disputé                                |           |       |                                                        |                 |
| 1997         | Mennecy                | non disputé                                |           |       |                                                        |                 |
| 1998         | Amiens                 | non disputé                                |           |       |                                                        |                 |
| 1999         | Dunkerque              | non disputé                                |           |       |                                                        |                 |
| 2000         | Rennes                 | non disputé                                |           |       |                                                        |                 |
| 2001         | Chamalières            | non disputé                                |           |       |                                                        |                 |
| 2002         | Chalon-sur-Saône       | Delphine Leprest                           | 1978      | 24    | Cercle des Nageurs de Melun-Dammarie                   | 32 s 25 RF      |
| 2003         | Saint-Étienne          | Majken Thorup Anne-Sophie Le Paranthoën    | 1979 1977 | 24 26 | Danemark CS Clichy 92                                  | 32 s 56 33 s 07 |
| 2004         | Dunkerque              | Delphine Leprest                           | 1978      | 26    | Cercle des Nageurs de Melun-Dammarie                   | 32 s 83         |
| 2005         | Nancy                  | Camille Muffat                             | 1989      | 16    | Olympic Nice Natation                                  | 32 s 90         |
| 2006         | Tours                  | Kate Haywood Camille Muffat                | 1987 1989 | 19 17 | CS Clichy 92 Olympic Nice Natation                     | 32 s 17 32 s 70 |
| 2007         | Saint-Raphaël          | Elena Bogomazova Anne-Sophie Le Paranthoën | 1982 1977 | 25 30 | Lagardère Paris Racing Cercle des nageurs de Marseille | 31 s 71 32 s 01 |
| 2008         | Dunkerque              | non disputé                                |           |       |                                                        |                 |
| 2009         | Montpellier            | Sophie de Ronchi                           | 1985      | 24    | ES Massy Natation                                      | 30 s 96 RF      |
| 2010         | Saint-Raphaël          | Sophie de Ronchi                           | 1985      | 25    | ES Massy Natation                                      | 32 s 41         |
| Maîtres 2011 | Gap                    | Michèle Guillais                           |           | 90    | Entente nautique de Caen                               | 1 min 20 s 53   |